# هندريك بونمان
هندريك بونمان (بالألمانية: Hendrik Bonmann) (مواليد 22 يناير 1994) هو لاعب كرة قدم ألماني ، يلعب حاليًا لنادي بوروسيا دورتموند الألماني في مركز حراسة المرمى.

## روابط خارجية
- هندريك بونمان على موقع قاعدة بيانات كرة القدم.إي يو (الإنجليزية)
- هندريك بونمان على موقع بيانات كرة القدم. دي إي (الألمانية)
- هندريك بونمان على موقع Soccerway.com (الإنجليزية)
- هندريك بونمان على موقع عالم كرة القدم.نت (الإنجليزية)
- هندريك بونمان على موقع AS.com (الإسبانية)